# Wapen van Pakistan
Het wapen van Pakistan werd aangenomen in 1954. Het bestaat uit een wapenschild in een bloemenkrans, met erboven een halve maan en ster en eronder een lint met het nationale motto van Pakistan.
De groene kleur van het wapen verwijst naar de islam, evenals de halve maan en ster. De halve maan en ster staan centraal in de vlag van Pakistan. Het schild is ingedeeld in vier kwartieren, die elk een landbouwproduct tonen dat bij aanname van het wapen belangrijk was voor het land: katoen, jute, thee en tarwe.
De bloemenkrans om het schild bestaat uit narcissen en verwijst naar de culturele erfenis van het Mogolrijk. Het nationale motto onder in het wapen is bedacht door Mohammed Ali Jinnah, de grondlegger van Pakistan. De van rechts naar links te lezen tekst ایمان ، اتحاد ، نظم (Iman, Ittehad, Nazm) is Urdu voor "Geloof, Eenheid, Discipline".
Afghanistan · Armenië · Azerbeidzjan · Bahrein · Bangladesh · Bhutan · Brunei · Cambodja · China: Volksrepubliek / Republiek (Taiwan) · Cyprus · Filipijnen · Georgië · India · Indonesië · Irak · Iran · Israël · Japan · Jemen · Jordanië · Kazachstan · Kirgizië · Koeweit · Laos · Libanon · Malediven · Maleisië · Mongolië · Myanmar · Nepal · Noord-Korea · Oezbekistan · Oman · Oost-Timor · Pakistan · Palestina · Qatar · Rusland · Saoedi-Arabië · Singapore · Sri Lanka · Syrië · Tadzjikistan · Thailand · Turkmenistan · Turkije · Verenigde Arabische Emiraten · Vietnam · Zuid-Korea

Afhankelijke gebieden: Hongkong · Macau

Betwiste gebieden: Noord-Cyprus